# Hans-Joachim Gläser
Hans-Joachim Gläser (* 26. Februar 1941 in Berlin; † 16. Januar 1993 ebenda) war ein deutscher Schauspieler.

## Leben und Werk
Hans-Joachim Gläser begann seine schauspielerische Laufbahn bereits im Alter von 11 Jahren, als er für den Film Anna Susanna bei der DEFA zum ersten Mal vor der Kamera stand. Danach spielte er als Kind und Jugendlicher in weiteren DEFA- und Fernsehfilmen, ehe er an der Berliner Schauspielschule ein Studium aufnahm. Es folgten Engagements am Theater der Freundschaft und am Friedrichstadt-Palast in Berlin sowie an den Bühnen in Anklam und Bernburg. Daneben stand Gläser meist in kleineren Rollen einige Male bei der DEFA, häufiger jedoch beim Fernsehen vor der Kamera. Besondere Bekanntheit erlangte er dabei auch durch den Abendgruß der Kindersendung Unser Sandmännchen. Zudem wirkte er auch in mehreren ausländischen Produktionen in der UdSSR und der ČSSR mit.

## Filmografie (Auswahl)
- 1953: Anna Susanna
- 1956: Fernamt ... bitte melden (TV)
- 1958/72: Sonnensucher
- 1959: SAS 181 antwortet nicht
- 1959: Das Stacheltier: Die Rache der Chemie
- 1960: Die heute über 40 sind
- 1961: Die Liebe und der Co-Pilot
- 1961: Das Stacheltier: Campingflaschen
- 1961: Der Schneeball (TV)
- 1962: Freispruch mangels Beweises
- 1963: Blaulicht – Folge 21 „Kümmelblättchen“
- 1964: Die Wochen danach (TV)
- 1966: Fräulein Schmetterling
- 1967: Der Mann aus Kanada (TV)
- 1967: Die Fahne von Kriwoj Rog
- 1968: Der Staatsanwalt hat das Wort: Störende Geräusche
- 1969: Krupp und Krause (TV)
- 1969: Die Pferdekur (TV)
- 1969: Androklus und der Löwe (TV)
- 1969: Geheime Spuren (TV-Serie)
- 1970: Netzwerk
- 1971: Salut Germain (TV-Serie)
- 1976: Heimkehr in ein fremdes Land (TV)
- 1979: Die lange Straße (TV)
- 1987: Bebel und Bismarck (Fernseh-Dreiteiler)

## Theater
- 1960: Hedda Zinner: Leistungskontrolle (Peter) – Regie: Rudi Kurz (Theater der Freundschaft)
- 1961: Hans-Albert Pederzani: Die Jagd nach dem Stiefel (Billy Lammers) – Regie: Hubert Hoelzke (Theater der Freundschaft)

## Hörspiele (Auswahl)
- 1973: Hans Christian Andersen: Die wilden Schwäne (4. Prinz) – Regie: Edgar Kaufmann/Barbara Plensat (Kinderhörspiel – Litera)